# Al-Fatiha-stiftelsen
Al-Fatiha-stiftelsen var en organisation som främjade de medborgerliga, politiska och juridiska rättigheterna för HBTQ+ muslimer. Den grundades 1997 av Faisal Alam, en pakistansk-amerikansk HBTQ+-rättsaktivist, och var registrerad som en ideell organisation i USA fram till 2011.

## Historia
Alam grundade Al-Fatiha i november 1997. Organisationen växte fram ur en internetbaserad förhörslista för muslimer från 25 länder, och hade i oktober 1998 utvecklat ett flertal avdelningar där man träffade muslimer på plats. Som mest hade Al-Fatiha 14 avdelningar i USA, samt kontor i England, Kanada, Spanien, Turkiet och Sydafrika.
Namnet "Al-Fatiha" betyder "Öppningen". Det är också namnet på Koranens första kapitel. I början av det kapitlet ("surah") beskrivs Gud som medkännande och barmhärtig; organisationens grundare anser att dessa egenskaper kännetecknar islam, snarare än hat och homofobi. Varje år var Al-Fatiha värd för en internationell medlemsträff och konferens. Tidiga konferenser ägde rum i Boston, New York, London och San Francisco i slutet av 1990-talet och början av 2000-talet, och fokuserade på frågor som försoningen mellan religion och sexuell läggning. Den senaste Al-Fatiha-konferensen hölls 2005 i Atlanta, Georgia.

### Dödshoten 2001
År 2001 utfärdade Al-Muhajiroun, en internationell organisation som strävade efter upprättandet av ett globalt islamiskt kalifat, en fatwa som förklarade att alla medlemmar av Al-Fatiha var murtadd, eller avfällingar, och dömde dem till döden. På grund av hotet och de konservativa föredrar många medlemmar på stiftelsens webbplats fortfarande att vara anonyma för att skydda sin identitet samtidigt som de fortsätter en tradition av sekretess.

### Utmaningar
Medan Al-Fatiha arbetade för att bekämpa homofobi inom muslimska samfund, kände de sig också ställda inför utmaningen att försöka undvika att provocera fram en islamofobisk reaktion bland icke-muslimer.
Efter att organisationens grundare, Faisal Alam, avgick misslyckades efterföljande ledare med att upprätthålla organisationen. Den inledde en process för juridisk upplösning 2011.